# Coronado Chávez
Coronado Chávez (1807-1881) foi presidente das Honduras de 8 de janeiro de 1845 a 1 de janeiro de 1847. Na semana anterior à sua posse, ele havia sido membro do conselho de ministros que dirigia as Honduras juntamente com Casto Alvarado.
Foi nomeado duas vezes por Francisco Ferrera como vice-presidente das Honduras, de 1841 a 1843 e em 1847. Foi também Ministro das Finanças das Honduras em 1862.